# 쿠팅구

쿠팅 구

쿠팅구(Quthing)는 레소토의 구로, 행정 중심지는 쿠팅이며 면적은 2,916km2, 인구는 120,502명(2006년 기준)이다. 남서쪽과 남쪽, 동쪽으로는 남아프리카 공화국 이스턴케이프 주와 인접해 있으며 북쪽으로는 모할레스후크 구, 북동쪽으로는 카차스네크 구와 인접해 있다.